# Bendis arrosa
Bendis arrosa là một loài bướm đêm trong họ Noctuidae.